# 葉群
葉 群（よう ぐん、イェ・チュン、1917年 - 1971年9月13日）は、中華人民共和国の政治家である。林彪の妻。林立果、林立衡の母。文化大革命を主導した。林彪事件で、夫、息子等とともにモンゴル人民共和国で墜落死した。原名は葉 静宜。

## 概要
国民党系将軍とその愛妾の間に生まれる。1935年北京師範大学附属中学卒業。葉群は青年期に北京で教師を務め一二・九運動に参加した後、中国共産党の革命根拠地である延安に赴き中国共産党に入党した。延安では中国女子大学職員を務め、延安八大美女の一人とされた。抗日戦争後半に林彪と結婚し二子を得た（林立果、林立衡）。葉群はずっと林彪のことを“一〇一”と呼んだ。それは戦争の年代を別名としたものであった。
文化大革命が発動されると、葉群は、全軍文革小組のメンバー及び副組長、林彪弁公室主任、中央軍弁事組のメンバーとなった。劉少奇、鄧小平、陶鋳等が失脚した後の1969年、第9期1中全会で政治局員に選出された。葉群は交際能力や事務処理に優れ、林彪弁公室主任として病気がちで内向的な林彪に替わって、複雑な党務関係を処理していた。林彪が高い地位に就くことができたのは、かなりの程度に葉群の内助の功とされる。
しかし、翌1970年、第9期2中全会で毛沢東と林彪の間に亀裂が生じると、葉群は林彪が後継者になるべく政治活動を展開し、息子の林立果と共に毛沢東暗殺及び武装蜂起計画を策定したとされる（五七一工程紀要、五七一は武起義、武装蜂起と同じ発音）。
1971年9月12日、毛沢東暗殺計画が露見すると、夫、息子等とともに同日深夜河北省北戴河の山海関空港からトライデント256号機で逃亡したが、13日午前2時過ぎモンゴル人民共和国ヘンティー県イデルメグ村（モンゴル国ヘンテイ県ベルフ市の南方10キロ付近）で墜落死した。
1973年8月20日、中国共産党中央委員会は「林彪の反党派閥の反革命犯罪の調査に関する報告」により、林彪と共に葉群を党から永久に追放し、役職を全て剥奪することを決定した。

## 人物像
健康不安のあった林彪との夫婦生活はかなり前から消滅しており、1970年頃は林彪の部下である黄永勝と秘密裏に交際していた。しかし二人の関係は林家の秘書・服務員には周知のことだった。そのこともあり、娘・林立衡との関係は良くなかった。息子・林立果と葉群の関係はよかったとされるが、服務員によれば、林立果も葉群をお母さんと言うことはなく、通常は主任、気分が悪いときは陰で葉のデブ（葉老胖、葉老伴［葉というつれあい］のもじり）と呼んでいたという。しかし、葉群は質素かつ有能で飾り気のない人物だったと肯定的に回想する人もいる。葉群も含め林彪グループの人物像は事件後共産党中央が意図的に醜化して流したものが流布しており、葉群らの人物像の真実は、今後の研究に待つところが多い。